# Saint-Paul-les-Fonts
Saint-Paul-les-Fonts is een gemeente in het Franse departement Gard (regio Occitanie) en telt 610 inwoners (1999). De plaats maakt deel uit van het arrondissement Nîmes.

## Geografie
De oppervlakte van Saint-Paul-les-Fonts bedraagt 5,4 km², de bevolkingsdichtheid is 113,0 inwoners per km².
De onderstaande kaart toont de ligging van Saint-Paul-les-Fonts met de belangrijkste infrastructuur en aangrenzende gemeenten.

## Demografie
Onderstaande figuur toont het verloop van het inwonertal (bron: INSEE-tellingen).